# Palazzo Caracciolo di Girifalco

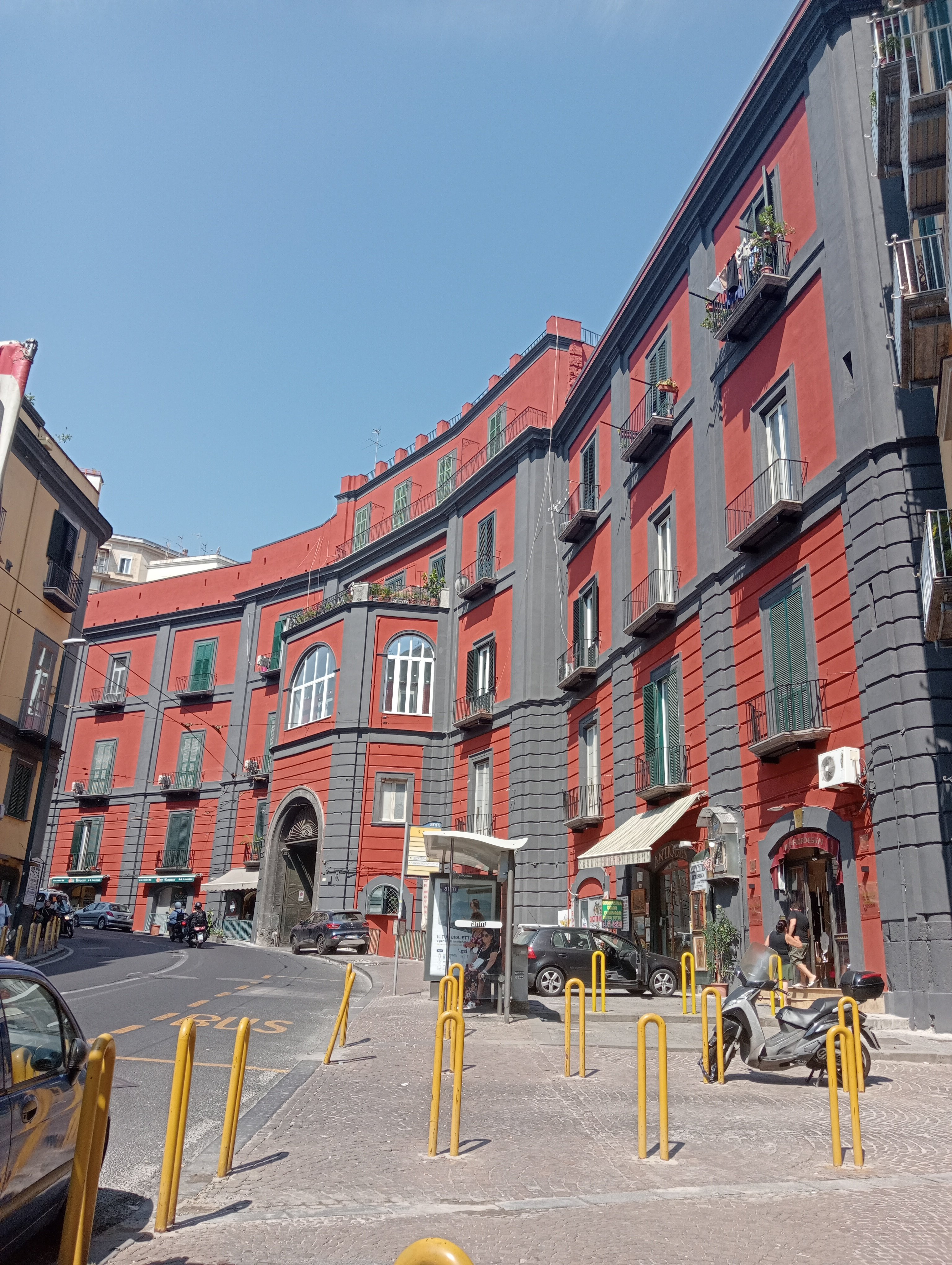
Palazzo Caracciolo di Girifalco in Neapel

Der Palazzo Caracciolo di Girifalco ist ein Palast aus dem 18. Jahrhundert im Viertel Avvocata von Neapel in der italienischen Region Kampanien. Er liegt in der Via Salvator Rosa, 315.

## Geschichte und Beschreibung
In der Ansicht des Kupferstechers Alessandro Baratta von 1629 kann man auf dem Grundstück des heutigen Palastes keinerlei Gebäude erkennen; es war das einzige freie Grundstück in dieser Gegend. Giuseppe Fiengo dagegen nennt diesen Palast als einen derjenigen, an denen in den Jahren 1734 und 1735 Erhaltungs- und Erweiterungsarbeiten nach dem Erdbeben von 1732 durchgeführt wurden, sodass man erkennen kann, dass an dieser Stelle bereits ein Gebäude aus den vorhergehenden Jahrzehnten gestanden haben muss. Außerdem gibt es Dokumente über Zahlungen aus genau diesen Jahren an einen gewissen Francesco Ferro, die Nicola Maria Caracciolo, Herzog von Girifalco, für Arbeiten am Palast durch den Bauingenieur Porpora und die Baumeister Nicola Onorato und Domenico de Luca tätigte. Roberto Pane schrieb die Arbeiten Ferdinando Sanfelice zu, worüber sich aber keine Dokumentation oder stilistischer Hinweis finden lässt.
Das Gebäude kann ohne Weiteres als eines der bemerkenswertesten aus dem 18. Jahrhundert in Neapel angesehen werden. Es ist durch seine polygonale Fassade mit drei Stockwerken (zuzüglich der Aufstockung) mit denkmalgeschütztem Sockel gekennzeichnet, die der Kurve der Straße folgt; am Eingangsportal liegt ein charakteristischer, zweistöckiger Erker. Die Nüchternheit der Treppe zum Haupthof hin (aus dem man in die beiden Seitenhöfe gelangt) lässt daran denken, dass der Projektant, der den Palast in den 1730er-Jahren umgestaltete, besonderes Augenmerk auf die Erhabenheit der Fassaden legte.
Der Palast wurde vermutlich bereits im Laufe des 19. Jahrhunderts in ein Wohnhaus umgebaut und zeigt sich heute in gutem Erhaltungszustand.